# Миллион в брачной корзине
«Миллион в брачной корзине» — художественный фильм режиссёра Всеволода Шиловского, вышедший на Одесской киностудии в 1985 году. Фильм снят по мотивам пьесы Джулио Скарниччи и Ренцо Тарабузи «Моя профессия — синьор из общества» (оригинальное название — «Икра и чечевица» (итал. «Caviale e lenticchie»)).

## Сюжет
Умный и энергичный Леонидо Папагатто пробавляется мелкими аферами: он выдаёт себя за гостя на различных торжествах, где умудряется воровать со стола еду и напитки, а впоследствии перепродаёт их местным торговцам с помощью своего соседа Антонио. Синьор Папагатто живёт в трущобах Неаполя в маленькой убогой квартире вместе с сожительницей Валерией, их общей дочерью Фьореллой и сестрой Матильдой. В один прекрасный день его осеняет гениальная мысль учредить комитет помощи бедствующим семьям, которую он воплощает в жизнь благодаря своим связям и влиянию в высшем обществе. Этот комитет был придуман синьором Папагатто для того, чтобы его семья, которую он выдаст за чужую, бедствующую, получила деньги. Подговорив своих родных, он сообщает им день визита других членов комитета.
Во время осмотра жилища «нуждающейся семьи» комитет в составе графини, Илоны, барона и, конечно же, синьора Папагатто, обнаруживают ужасающую картину: парализованный дедушка (он был нанят у посторонних людей за деньги), «безумная» Матильда и безутешная жена — Валерия, избиваемая своим мужем-пьяницей, ютятся в обшарпанной квартирке. Внезапно появляется Антонио с деньгами за вырученную еду и напитки, которого срочно приходится выдавать за мужа Валерии, дабы не провалить план. Через некоторое время в квартиру врываются Никколо — сын Илоны и её племянник Раймондо. Из рассказа Никколо становится ясно, что он случайно убил слугу Алессандро. Для того чтобы спасти молодого человека от полиции, синьором Папагатто принимается молниеносное решение оставить Никколо в этой семье. Никколо с радостью принимает предложение, но Раймондо не в восторге от происходящего: на самом деле, он потратил миллион из наследства Никколо, опекуном которого он был, и подстроил убийство Алессандро, чтобы посадить Никколо в тюрьму и скрыть трату денег. Раймондо договаривается с Антонио и, считая его за хозяина квартиры, просит его за определённые деньги сохранить до утра чемодан с трупом Алессандро. Антонио соглашается, а остальным говорит, что в чемодане якобы вещи Никколо. Перед сном Валерия и Фьорелла решают дать нервничающему Никколо успокоительного, и тот крепко засыпает. Ночью из чемодана вылезает «труп» слуги и начинает пугать спящего Никколо, пытаясь свести его с ума, однако Никколо не просыпается, так как слишком большая доза успокоительного подействовала на него как снотворное. В итоге синьор Папагатто раскрывает обман и, проучив сначала Антонио, а затем «воскресшего из мёртвых» Алессандро, утром в присутствии своей семьи, Никколо и его матери обвиняет Раймондо во лжи. Раймондо с позором прогоняют, а Никколо с Фьореллой заявляют о своём желании пожениться. Родители дают им своё согласие.

## В ролях
- Александр Ширвиндт — Леонидо Папагатто
- Софико Чиаурели — Валерия
- Галина Соколова — Матильда Папагатто
- Игорь Богодух — Антонио
- Лариса Удовиченко — Илона Чибор
- Ольга Кабо — Фьорелла Папагатто
- Алексей Яковлев — Никколо "Николетто" Чибор
- Анатолий Хостикоев — Раймондо
- Елена Аминова — графиня
- Семён Фарада — Велутто
- Валентин Никулин — Алессандро
- Николай Гринько — дед Симеоне
- Леонид Оболенский — барон
- Александр Пермяков — посыльный

## Над фильмом работали
- Сценарий и постановка: Всеволод Шиловский
- Операторы-постановщики: Вадим Авлошенко, Николай Ивасив
- Художник-постановщик: Наталья Иевлева
- Композитор: Илья Катаев

## Съёмки
- По воспоминаниям режиссёра, фильм был снят всего за 17 дней. Съёмки состоялись во время планового отпуска актера МХАТа Всеволода Шиловского. На постройку декорации планом было отведено три с половиной месяца, однако всё удалось в две недели[1].
- До того, как исполнить в фильме роль Раймондо, актёр Анатолий Хостикоев играл на сцене киевского театра им. Ивана Франко роль Леонидо Папагатто (режиссёр Владимир Оглоблин). К этой же пьесе актёр возвращался ещё неоднократно — в 2003 году он в качестве режиссёра ставит эту пьесу в театральной компании «Бенюк и Хостикоев», где снова-таки играет роль Леонидо Папагатто, а в 2014 году ставит спектакль на сцене театра имени И. Франко с Назаром Заднепровским в главной роли.[2][3]